# 十六夜の月
『十六夜の月』（いざよいのつき）は、w-inds.の16枚目のシングル。2005年8月31日発売。発売元はFLIGHT MASTER。

## 解説
- アルバム『ageha』より約2か月ぶりのリリース。
- 『第56回NHK紅白歌合戦』の出場者選考に際して行われた「スキウタ〜紅白みんなでアンケート〜」では、あらかじめ用意された600曲のリスト外であったが、白組85位にランクインし、本番の紅白でもこの曲を披露した（対戦相手は初の演歌歌手となる水森かおりで「五能線」）。
- 第47回日本レコード大賞では最後のサビ部分の音をはずしてしまい、歌い終わった後に慶太が苦笑いをしていた。

## 収録曲
1. 十六夜の月
（作詞:shungo.　作曲:松本良喜）
2. ジレンマ
（作詞:shungo.　作曲:Andy Love Jos Jorgensen）
3. 十六夜の月 (Instrumental)
（作曲:松本良喜）
4. ジレンマ (Instrumental)
（作曲:Andy Love Jos Jorgensen）